# Конвеєрна стрічка

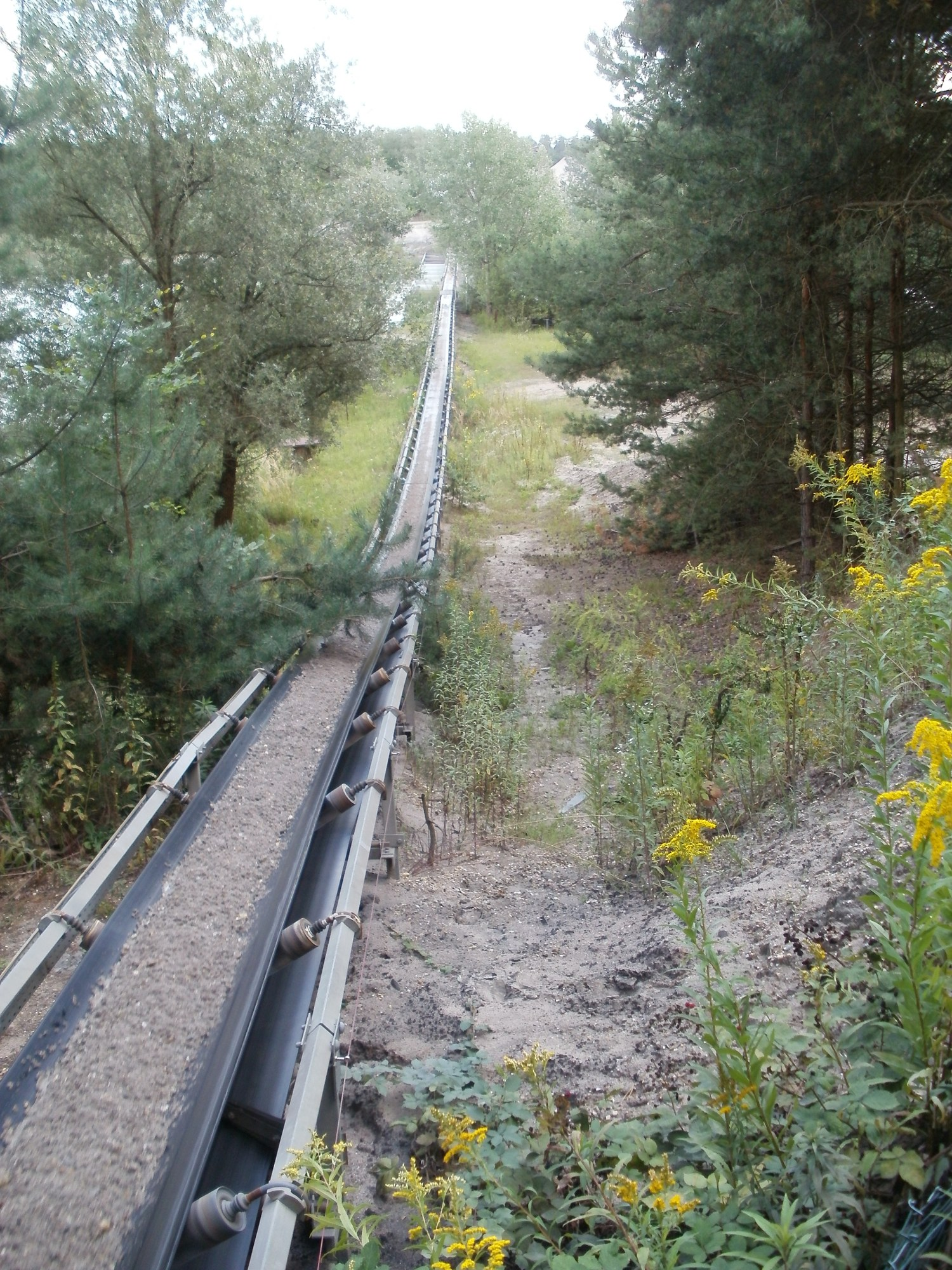
Конвеєрна стрічка стрічкового конвеєра транспортування гравію

Конвеєрна стрічка

Конве́єрна стрі́чка (транспортерна) — тяговий і вантажний орган стрічкового конвеєра. Застосовується в переважній більшості галузей виробництва, видобування та сільського господарства. Єдиним виробником транспортерної стрічки в Україні є завод «Берті» (м. Бердянськ). Зараз на ринку представлений багатий асортимент китайських виробників, різної якості та гатунку, також зустрічається продукція європейських виробників.

## Загальна характеристика
Конвеєрна стрічка — об'єднаний вантажонесучий і тяговий орган конвеєра стрічкового, конвеєра стрічково-ланцюгового або конвеєра стрічково-канатного. Основні вимоги, що ставляться до конвеєрних стрічок: висока поздовжня міцність, достатня поздовжня і поперечна гнучкість, стійкість проти абразивного зносу й ударів падаючих на неї при навантаженні шматків вантажу, якомога менша поздовжня пружна і залишкова деформація. За типом сприймаючого подовжні зусилля каркаса розділяються на гумовотканинні й гумовотросові.

## Стрічки конвеєрні гумовотканинні
Залежно від умов експлуатації та призначення виготовляються конвеєрні стрічки наступних видів: загального призначення, харчові, морозостійкі, теплостійкі, важкозаймисті, важкозаймисті морозостійкі, важкогорючі.
Конвеєрні стрічки виготовляються шириною від 500 до 1200 мм на основі синтетичних поліефірних тканин типу ЕР, РР, РА розривною міцністю в поздовжньому напрямку 100, 125, 160, 200, 250, 315, 400, 500 Н / мм з кількістю прокладок в каркасі від 2 до 6, з гумовою двосторонньою обкладкою 2-12 мм і гумовими бортами.
Вся продукція регламентується міждержавним стандартом ГОСТ 20-85, державними стандартами України ДСТУ ISO 251:2009, ДСТУ 7306:2013, ДСТУ ISO 21183-1:2010, ДСТУ ISO 21183-2:2010 і галузевим стандартом ДСТУ 12.00185790.001-99 та повинна підтверджуватися відповідними сертифікатами.
Стрічка транспортерна має чітке маркування через кожні 10-20 м по довжині стрічки.
Маркування містить:
- Товарний знак підприємства стрічки транспортерної;
- Тип і вид стрічки транспортерної;
- Тип тканини стрічки транспортерної;
- Ширину і кількість прокладок стрічки транспортерної;
- Товщину гумових обкладок і клас гуми стрічки транспортерної;
- Номер стрічки;
- Рік виготовлення стрічки транспортерної.

## Ґумово-тросові конвеєрні стрічки
Ґумово-тросові конвеєрні стрічки випускаються широм 800—2400 мм (3200 мм), поздовжньою міцністю 1500-6000 Н/мм ширини стрічки. Характеризуються підвищеним опором пробою і незначними поздовжніми деформаціями (до 0,5 % довжини стрічки). Гранична поздовжня міцність гумовотросових стрічки бл. 10000 Н/мм ширини стрічки. Створення особливо міцних С.к. пов'язане з застосуванням синтетичних волокон (напр., «аромід»).

## Стрічка стрічково-канатного конвеєра
Має одну чи дві тканині прокладки, між якими з кроком 60-80 мм розташовані поперечні сталеві ресори. Стрічка покрита верхньою робочою і нижньою обкладками. До неї привулканізіровані ґумові борти з канавками клиноподібної форми, якими стрічка спирається на тягові канати. Під дією вантажу, що транспортується, ресори прогинаються, і стрічка в поперечному перерізі здобуває жолобчасту форму.

## Стрічка стрічково-ланцюгового конвеєра
Виконує тільки функції вантажонесучого органу, а тяговим органом служать один чи два круглоланкові, чи пластинчасті втулочно-роликові ланцюги. Ланцюги зі стрічкою з'єднуються або жорстко, або фрикційно, що обумовлює особливості конструкції стрічки.

## Стрічка конвеєрна загального призначення
Стрічка конвеєрна загального призначення застосовуються для транспортування різних кускових, сипких і штучних вантажів: від руд чорних і кольорових металів, міцних гірських порід, вугілля, м'яких порід, малоабразивних і неабразивних матеріалів при температурі від -45 °C до +65 °C.
Тяговий каркас стрічок конвеєрних (транспортерних) типів 2.1 і 2.2 складається з 3-6 прокладок тканини ЕР-200 (в основі — нитка з поліефірного волокна, качок — з поліамідного волокна). Між тканинними прокладками знаходяться гумові прошарки для підвищення еластичності транспортерної стрічки.
Гумові обкладки й борти захищають каркас стрічки конвеєрної від атмосферних, механічних та інших впливів.
Залежно від умов експлуатації та призначення стрічки конвеєрної, гумові обкладки виготовляються з гум класів А, Б, І.

## Стрічка конвеєрна шахтна
Стрічка транспортерна шахтні гумовотканинні призначені для конвеєрів збагачувальних фабрик і поверхневих комплексів, транспортуючих вугілля кусками до 500 мм і породу шматками до 300 мм. Каркас стрічки транспортерної складається з 4-6 тканинних прокладок з гумовими прошарками між ними, з гумовими обкладками робочої й неробочої поверхонь і гумовими бортами. Ширина стрічки транспортерної від 600 до 1200 мм включно. Поліефірно-поліамідні тканини каркаса стрічки транспортерної просочені спеціальним складом, гумові обкладки у своєму складі містять спеціальні інгредієнти — антипірени, що ефективно знижує горіння і додає стрічці транспортерної здатності не продовжувати горіння при віддаленні від джерела полум'я.

## Стрічка конвеєрна теплостійка
Транспортерна стрічка типу 2Т1, 2Т2, 2ТЗ призначена для транспортування вантажів гарячих матеріалів з температурою 100°C, 150°C і 200°C відповідно на підприємствах чорної й кольорової металургії, хімічної промисловості та ін.